# 花宵道中
『花宵道中』（はなよいどうちゅう）は、宮木あや子による日本の連作短編小説集作品。第5回（2006年度）女による女のためのR-18文学賞大賞・読者賞受賞の表題作含む5編を収録し2007年2月22日に新潮社より刊行、1編を加え2009年9月1日に新潮文庫より文庫化された。江戸時代末期の新吉原を舞台に遊女たちの叶わぬ切ない純愛を描いた官能小説。
江戸吉原の小見世・山田屋が舞台。5部構成で、それぞれ主人公が異なる。最新号より、第6部「大門切手」の連載がスタートした。
2009年より斉木久美子作画で『女性セブン』（小学館）で漫画化、2014年に表題作を原作として豊島圭介監督、安達祐実主演により映画化された。

## 収録作品
1. 花宵道中（第5回〈2006年度〉女による女のためのR-18文学賞大賞・読者賞受賞作）
2. 薄羽蜉蝣（初出：『小説新潮』2006年6月号）
3. 青花牡丹
4. 十六夜時雨
5. 雪紐観音（初出：『小説新潮』2006年12月号）
6. 大門切手（文庫版収録）

## 登場人物

### 山田屋
朝霧（あさぎり）
第一部「花宵道中」主人公。本名はあさ。姐女郎は霧里。同期は桂山の姐女郎・椿山。
長屋女郎であった母を持ち、虐待を受けて育つ。七つの頃に母を亡くし、山田屋へ引き取られる。容姿は、弥吉（後述）の亡き娘に瓜二つ。
14歳の頃、霧里（後述）の禿になるが、小柄な体型だったため霧里と菊由（後述）から年齢を聞かれて正直に答えた所、「女将（お勝）に勘違いされている」と驚愕された。
地味で小柄な上、幼い顔立ちだが熱を帯びると体に赤い斑点が浮かび上がることで「花が咲く」と人気女郎に。八津に連れ出された縁日で半次郎と出会う。その時に身に着けていた草履の鼻緒が半次郎の染めたものであった縁からやがて恋仲となる。
半次郎が殺人犯として指名手配にあい音信不通になったため、唐島屋からの身請けを承諾。しかしその後に再会した半次郎と激しく愛し合った末、死刑になった彼を追ってお歯黒溝に身を投げた。
生前、まだ新造だった頃の妹女郎・八津（後述）を抱こうとした大島屋（後述）に五文銭を投げつけた一件が、亡くなった今でも吉原中の語り草になっている。
茜（あかね）
第二部「薄羽蜉蝣」主人公。姐女郎は八津。
花魁道中に憧れているが道中に対する規制と資金不足により叶わない。同期の緑が道中を張るため、自分が張れないのは不器量なせいだと思っている。顔立ちは八津が女将に頼み込んでまで切り見世から買い取り、弥吉や唐島屋も息を呑むほど朝霧に瓜二つ。
茶屋で見かけた平左に恋心を抱いていたが、そのうちに平左と恋人である水蓮が寄り添っているその姿に自分の持つ恋に対する憧れを抱き始める。恋をしない姐女郎達に疑問を持ち、初見世を嫌がっていたが、水蓮の身を呈したアドバイスにより受け入れる。三味線が得意でよもぎまんじゅうが好物。
霧里（きりさと）
第三部「青花牡丹」主人公。半次郎の姉。
幼い頃に母は自殺し、父は霧里を強姦し、借金を残し出ていった。
元は京都島原の大見世・『きよみ屋』の呼出女郎だったが、その美しさから霧里目当てに見世変えをする客が増えてしまい、客を取られた菫太夫の怒りを買って江戸吉原へとばされる。吉原でも気位の高さから客にも女郎にもウケが悪く、菊由と妹女郎の朝霧以外には敬遠されていた。
晩年は実父である吉田屋藤衛門と肉体関係にならざるを得なくなる悲劇に見舞われる。
労咳にかかった菊由を最後まで陰で看病していたが、自身もそれが伝染。最後までその事を朝霧に教えなかった。「美しいと言われて幸せな時などあったやろか」と漏らすほど、美貌に反比例した薄幸の人生を終えた。
実弟である半次郎に対して恋に近い特別な感情を抱き、死の間際に彼の幻を見る。
八津（やつ）
第四部「十六夜時雨」主人公。本名はやえ。姐女郎は朝霧。水蓮は実姉。
三津とは同じ村の出身で当時から仲が良い。だが、三津が死の直前、水蓮をさらったのは彼女の父親である事を告白。真相を知り衝動的に三津を引っぱたいた。
慕っていた朝霧が恋を原因に自殺したため、自分は恋をしないと決めていた。しかし、新しく来た髪結いの三弥吉と恋に落ちてしまい、一時は足抜けを目論んだ。しかし三津の死を受け止め、「あたしはここで生きる」と決意した。
緑（みどり）
第五部「雪紐観音」主人公。姐女郎は桂山。
絶世の美女。しかし、幼少時はその美しさを気味悪がられ酷い村八分にあい、極度の人見知りになった。初見世までは桂山としか話すことができなかったが、やがて気さくで男勝りな三津に恋心を抱く。道中、突き出し、次期看板と恵まれながらも陰では三津と関係を持つようになる。
夜見世に出る直前、桂山から三津の訃報を知らされショックのあまり、客を帰してしまい桂山に叱責される。最終的には身請け話を全て断り、年季明けにひとり吉原を出ていく。
人見知りのため茜との初対面では冷たい態度をとってしまったが、実は三味線の得意な茜に憧れている。
三津（みつ）
第五部「雪紐観音」準主人公。本名はみや。
実家は貧乏で誘拐犯の父を持ち、その父は八津の姉である水蓮を攫い吉原に売り飛ばした。
第1巻序盤では、「こうやって白いおまんまに毎日ありつけるだけで、ありがてえって思ってるよ」と話す場面があり、貧しかったためか廓での暮らしを苦にしていない。「十六夜時雨」で病に倒れ、亡くなる間際、八津に「おらのお父 村の娘っ子さらって人買いに渡してたんだ」と八津の姉（水蓮）を攫ったのは自身の父親である事を告白。
気風のよい性格だが体は弱く、梅雨時になると体調を崩し、そのまま原因不明の衰弱死をする。
今作の主役クラスでは唯一恋こそは無かったが、自分を恋慕う緑とは関係を持ち、生きた証を残したいと望んだ。また、緑の「初めて」の人でもある。
桂山（かつらやま）
山田屋の看板女郎。
美しくて気の利く性格で、他の女郎からも慕われている。生い立ち・最期は謎だが、玉鬘・椿山の筋。格式や品を重んじ、見境のない絢音を内心では嫌っている。
新造時代に、朝霧（前述）の座敷へ出た事がある（「十六夜時雨」参照。）。
江利耶（えりや）
怒りっぽくキツい性格。八津とは仲が良く、口は悪いが妹女郎である若耶麻を気にかけている。売れっ子の桂山を妬み、角海老楼への見世替えを願っている。
年季が明けて、吉原から出て行ったが数年後。泣きはらした顔で「帰る場所もない」とお勝（勝野）に訴え、『山田屋』へと出戻って来た。
若耶麻（わかやま）
姐女郎は江利耶。
三弥吉に一目惚れし、夜中に呼び出すなど強引な手管を敢行した。さらには客との閨の最中、三弥吉の事を想い上の空になり客を怒らせてしまう。中引け（廓の営業終了時刻）前に客が帰ってしまい、やがて仕置部屋行きとなる。絢音に馴染みをとられ、大喧嘩となった。
絢音（あやね）
客からの人気は高いが、湯女のようなプライドのない接客が他の女郎（特に桂山から「小見世とはいえ、廓の品位が損なわれる。」と言われた。）からの反感をかっている。元々姐女郎はおらず、まだ新造だった頃から廻し部屋で客を取っていた。
菊由（きくよし）
生まれも育ちも吉原のため、外の世界に興味があった。その事から島原から来た霧里に関心を示し仲良くなる。
玉鬘（後述）の客を寝取ったりするが、柔和な性格。江戸の伝染病・労咳にかかり死去。
宇津木（うつぎ）
姐女郎は八津。禿ながら世間をよく解っている利口な子供。年季明け後に困らないよう、料理などの家事修業をしている（第4部後半、廓内の厨房で三津に料理を作る場面がある）。第4部のラストで新造になっている。
若尾（わかお）
第六部「大門切手」より登場。あまり客がつかず（原作では「不器量」との設定）、「簪でも着物でも売って 金にしてきなよ！」とお勝（後述）に怒鳴られた。
お勝から「借金の形だよ！」と簪を取り上げられ、不貞腐れる。
芳野（よしの）
お勝（勝野）が女将になって間もない頃、その月の支払い（借金）が滞っていたため、櫛を取り上げられてしまい「あたしのいっとう上等な櫛だよ！！」と抗議するが、「文句があるなら きちんと払うことさね」と返され、反論できず黙り込んだ。
松野（まつの）
勝野の姐女郎。「やさしい人だった」（勝野の回想）遊女。
勝野の初見世花魁道中のため、普段は大見世で仕事をしている髪結い（弥吉）に横兵庫を結うよう頼んだ。
勝野と弥吉の様子を見て、禿と一緒に席を外し2人きりにさせた。勝野が初見世後、弥吉の事を思って考え込むようになった事から、「夢を見ちゃいけないよ」と釘を刺し、（弥吉の事は）「忘れるんだね 早く」と告げた。
ある年の冬。年季明けを控えていたが、江戸を襲った大寒波が原因で風邪をこじらせ、間もなく他界した。
玉鬘（たまかずら）
桂山（前述）の姐女郎・椿山の姐女郎。お勝（勝野）が女将になって数年後に「最近人気がある」（お勝談）事から、当時から売れっ子遊女である事が窺われる。
菊由（前述）が客を寝取った件で、彼女をぶちのめした（「青花牡丹」参照。）。
次郎（じろう）
山田屋の不寝番（ねずのばん）。実は陰間で、陰でこっそり客をとっている。
幾（いく）
お勝（勝野）が吉原へ戻って来た頃、山田屋の遣り手（女将（楼主）の下で、遊女を取り仕切る役の人。）だった。
数年後、お勝（勝野）に遣り手を引き継ぎ、お伊勢参りへと旅立っていった。
先代女将（せんだいおかみ）
お勝（勝野）が遣り手になって数年経ったころ、幾（先述）同様「お伊勢参りへ行きたい」と言いだし、お勝（勝野）に女将の座を譲り、旅立っていった。
弥吉（やきち）
山田屋お抱えの、古株髪結い。駆け出しの頃は、大見世で髪結いをしていた。早死にした娘に似ている朝霧を可愛がっており、朝霧が身投げした時は号泣した。第4部で年齢の限界がきて二番弟子の三弥吉にバトンタッチする。
実は山田屋女将・お勝の幼馴染で将来を誓った仲だった。同じ長屋で育ち、お勝（勝野）が初見世を迎えるのと同時期に髪結いとなり、お勝（勝野）の横兵庫を結う。お勝（勝野）から「道中 見ていってよ」と告げられるが、自分以外の男に抱かれるという事にショックを受け、泣き崩れる。
年季明けを迎え、「川の向こう」にある長屋（焼失後）に戻って来た、勝野（お勝）と再会するが、すでに結婚し子供がいたため、気まずく別れた（その子供が、後に早死にした娘である。）。
引退後、妻に先立たれてからは一人暮らし。第6部では年に一度、お盆に線香を上げにやって来る。弔いを終えた後、お勝（勝野）に「川の向こうに 戻んねえか」とプロポーズした。その一年後、吉原からお勝を迎え、彼女と余生を過ごす。
女将
第六部「大門切手」主人公。かつては山田屋で遊女だった。本名はお勝。廓名は勝野。
実は弥吉と幼馴染で将来を誓った仲である。大工の父を持ち、いわゆる「貧乏人の子沢山」で育ち、口減らしのため吉原へ売られてきた。
幼い頃からどこか冷めた性格で、両親の夜の営みを見て育ち、兄弟姉妹の子守りを続けることに嫌気が差し、「このままではいずれ父を殺してしまうだろう」と思っていた。
初見世後、いくら客とお開帳（客と閨を共にすること。）しても、何にも感じない事から、「これは この仕事をするには好都合だ」と割り切って、仕事をしていた。が、弥吉の事を思い考え込むようになり、姐女郎・松野（前述）から釘を刺される。一度は年季が明けて吉原を出たものの、住んでいた長屋は火事で焼けてしまっていた上に、家族の消息は分からず弥吉が結婚して子供までいることを知り、絶望し、再び吉原に戻った経験がある。そして、そのまま遣り手⇒女将となった。
山田屋が中見世だった頃に、花魁道中を経験している。霧里世代から緑世代まで山田屋を仕切ってきた女主人。
物語終盤、弥吉に「川の向こう」へ戻らないかとプロポーズされ、女将である自分の立場を思い断念しかけたが、ちょうどその時に江利耶（前述）が号泣しながら『山田屋』へ戻ってきた事から彼女の女将としての資質を見出し、あと1年待って欲しいと告げ、（おそらく）1年後のお盆。弥吉と2人で大門を出て行った。

### 角海老楼
水蓮（すいれん）
看板女郎。八津の実姉。
幼少期、三津の父に誘拐され吉原に売られた。廃れた「ありんす言葉」を使う。仕事に支障をきたさないことを条件に、間夫である平左との逢引を大目にみてもらっていた。
その現場をたびたび見ていた茜とやがて接触。「愛し合っているあんた達が好き」「好きでもない男と寝るのが嫌だ」と泣く茜に思うところがあった模様。「お開帳は、目を瞑って愛しい人を心に想いながら他の男に抱かれるんだ」と諭し、平左と自身の情事を見せる。
年季明けの間近、抗えない身請けが決まったのを期に、利用していた茶屋の主人の協力のもと平左との足抜けを果たした。
実妹の八津には1度だけ逢っている。八津の方は認識できていなかったが、水蓮は以前から妹だと見抜いていた。足抜け後は「修善寺に行く」とだけ書いた文を寄越し、その後の消息は不明。

### 萬華楼
笹川（ささがわ）
萬華楼の遊女。八津や江利耶とも親しい。
年季明けの後に、吉原を出たがその後萬華楼の遣手として復帰。女将・白浜（後述）が病に倒れ、女将代理となる。
小見世同士の寄り合いの後、お勝（勝野）から弥吉との経緯を聞いて驚愕した。
朝霧（前述）の五文銭の一件を知っている。仏間から出て来た、弥吉が「死んだ娘に瓜二つな娘（朝霧）を拾ってきたんだよ」と呑気に話すのを見て、「馬鹿はあんただよっ」と怒りをあらわにして、弥吉を打った。
店の若衆から店の遊女が足抜けした事と白浜の危篤を知らされ、慌てて店へと戻っていった。
白浜（しらはま）
萬華楼の女将。かつては遊女で、山田屋女将・お勝（前述）とは親しい仲。
山田屋の菊由（前述）と同じく、吉原生まれの吉原育ち。
病に倒れ、笹川を女将代理に据える。
物語終盤、危篤状態に陥った（『山田屋』へ、『萬華楼』の若衆が知らせに来た。）。

### 松戸屋
松戸屋女将（まつどやおかみ）
揚屋町にある料理屋・「松戸屋」を営んでいる。
元々は、料理屋ではなく引手茶屋だった。

### 客
吉田屋藤衛門（よしだやとうえもん）〈芳之助〉
朝霧の初客、馴染み。霧里と半次郎の実父。元は庭師。
酒癖がかなり悪いため女郎からはよく思われていない。かつて藤緒（妻）の実家に出入りする庭師の息子だったが、勤め先の娘である藤緒を孕ませてしまい、駆け落ちして所帯をもつ。
実はかなりの遊び人で浮気が絶えず、そのせいで心を病んだ藤緒が自殺した際は錯乱して霧里を強姦し、江戸へ逃亡。外面は非常に良く、商家へ取り入って婿入りを果たす。やがて仕事上で実子とは知らず半次郎と再会。しかしその後、娘とは知らぬまま霧里と肉体関係を持った事を明かし半次郎に殺される。藤緒の一件があったせいか、顔の美しい女より地味な女を好む傾向にある。
唐島屋庄一郎（からしまやしょういちろう）
朝霧の馴染み。朝霧を身請けすることが決まっていたが、彼女の死により叶わなかった。その後は茜の初客になり、朝霧の面影を感じながら切なさを滲ませる。それが逆に「この人も愛しい人を想いながら他の女を抱くんだ」と茜の心を動かした。
大島屋卯之助（おおしまやうのすけ）
八津の初客、馴染み。
吉原のしきたりに疎く、初見世前の八津を抱こうとして朝霧に説教される。正式に八津の初客となったのち、痛みによる涙を喜びの涙だと勘違いをし、その姿に感動して身請けの約束をした。のちに下級女郎との浮気がバレたため、山田屋中の女郎から罵倒された上、桂山（前述）から五文銭を投げつけられ店から追い出された。
だが八津を諦めきれず、金子を積み許しを請ったため馴染みに戻る。残念ながらその頃には既に八津の心は冷め切っていた。
竜次郎（りゅうじろう）
八津の馴染み。素性は謎だが大見世にも頻繁に出入りしていることから、お大尽であることがうかがえる。
遊び人だがなぜか八津には理解されている。八津と水蓮の掛け橋的役割を果たした。
加藤（かとう）
三津の初客、馴染み。山田屋の新造たちからも騒がれるほどの、色男。
緑の初客（みどりのはつきゃく）
元々は角海老楼と張るほどの大見世・『大文字屋』に登楼していたお大尽。だが、緑の初見世を聞きつけて、見世替えした。緑とはかなり年が離れている様子。

### 間夫
半次郎（はんじろう）
朝霧の間夫。霧里の弟。幼少名は東雲。
父・芳之助の意志とは無関係に作られた子供であり、認知もされていない。
小さい頃から可愛い容姿をしていたため、母に売られる形で医師から性被害を受けていた。この医師が坊主だったことから霧里は坊主を嫌悪するようになる。
錯乱した父に強姦される姉を助けようとした際、顔に大きな切り傷を負う。それでも相当な色男。
当初は父の借金のために陰間茶屋へ売られる予定だったが、姉の尽力で養子にもらわれた。染物屋の職人になるが、沙耶に仕組まれた事件で負った怪我で離職。沙耶の陰謀を知ってからは夜の営みを拒否するようになり、恨みを募らせた沙耶から彼女の父である『萩尾屋』主人に「半次郎は陰間」と讒言され、京中に陰間と言いふらされて離縁。京の染物業界を追放された。
行商で江戸にやってくるが、取引相手が実父とわかり、さらに父が遊女である姉を抱いたと知り殺害。逃亡していたが、朝霧に自分の染めた着物で花魁道中をさせてやるために戻る。「お前はその体に咲く花を他の誰にも見せなくていい」と言うも最早逃げる気は無く、朝霧と最初で最後の情事に浸った末に捕まり、絞首刑となる。
三弥吉（みやきち）
八津の間夫。山田屋お抱えの古株髪結・弥吉の二番弟子。
寡黙な色男。八津と恋仲になり足抜けを持ちかけるが、三津の死が原因で断られる。当初は足抜けを断られたら見合いを受けるつもりだった。しかし八津の言葉を受けとめ、彼女が吉原を出る日まで髪結いを続けることを決意した。
平左（へいざ）
水蓮の間夫。猪牙舟の船頭。しばらく茜は彼に片思いをしていた。難聴を患っているため、会話ができない。後に水蓮と足抜けをする。

### その他の人物
藤緒（ふじお）
半次郎（東雲）と霧里の母。裕福な家柄の娘だったが、妊娠を機に芳之助とかけおち。
かなりの美女だが、遊び歩く夫に放置され精神を病んでいく。美しさと闇のあいまった不気味さが、芳之助の中で無意識にトラウマになっていた。彼が泥酔して寝ている間に無理やり子作りして東雲をもうける。しかしやがて自殺。
沙耶（さや）
京一の絹問屋・『萩尾屋』の一人娘。半次郎（東雲）に恋焦がれ、父に請い半次郎（東雲）に縁談を持ちかけるが断られる。
諦め切れずに人を雇い、半次郎（東雲）の商売道具でもある右腕を負傷させ、『駒方屋』を首になった半次郎（東雲）と祝言をあげて夫婦になるが、新婚初夜に雇った男と成功報酬で揉めている現場を立ち聞きされ、怒りに震える半次郎（東雲）から夜の生活を拒絶される。その事で半次郎（東雲）への恨みを募らせ、父に「半次郎（東雲）は、陰間だ」と讒言。離縁する。
沙耶も美しかったため、半次郎は皮肉にも父同様美人が苦手になった。
阿部屋（あべや）
京を追われた半次郎（東雲）が行き倒れていた事がきっかけで、半次郎（東雲）を目利きとして雇う。
半次郎（東雲）の『駒方屋』時代の友人・末吉に雰囲気が似ている。
菫（すみれ）
嶋原遊廓一の大見世・『大木屋』の太夫。霧里に客を奪われ、激怒。
上に掛け合い、霧里を島原から追放。半次郎（東雲）に片思いしており、「じゃま者がおらんようになって、一石二鳥や」と大喜び。真相を知った霧里に怒鳴り込まれた。
駒方屋（こまがたや）
半次郎（東雲）が友禅職人として働いていた、絹問屋の親方。半次郎（東雲）の職人としての腕が、自分よりも勝っている事に嫉妬し、人を雇い（偶然にも、沙耶が雇ったのと同一人物。）、負傷させて『駒方屋』を解雇。
だが、半次郎（東雲）が姉・霧里（前述）を吉原に売られ、離れ離れになる事を涙混じりに打ち明けた時には、心中を思いやる一面を見せた。
きよみ屋女将（きよみやおかみ）
霧里が元いた、嶋原遊郭大見世・『きよみ屋』の女将。見世の看板花魁である霧里が、美しすぎるあまり「ほかの見世の客が揚屋で霧里に岡惚れしてよ、こっそり見世替えしちまうらしいよ」という事が立て続けに起き、他の見世から「人の客を盗む」との苦情が相次いだため、ついに霧里を江戸の吉原に追放同然で売った。
霧里が嶋原追放の原因を作った、『大木屋』の菫太夫に怒鳴り込んだ時にはあわてて『大木屋』に駆け込んで連れ戻し、霧里を柱に括り付ける罰を与える。
末吉（すえきち）
半次郎（東雲）が『駒方屋』にいた時からの、友人。いきつけのうどん屋の娘に、片思いしている。
友人思いで、半次郎（東雲）が腕を折られた事件では応急処置を行う。
半次郎（東雲）が『駒方屋』を首になり、『萩尾屋』へ婿入りする事になった時には、泣いて喜んだ。だが、3年後。半次郎に「京中に「陰間」やて噂たっとるで」と、彼に話し、『萩尾屋』でなにがあったのかと心配していた。
茶屋の主人（ちゃやのしゅじん）
八津や水蓮が利用する、茶屋を営んでいる。
水蓮と平左の仲を密かに応援しており、年季明けを控えていた水蓮に突然身請け話が持ち上がり、茶屋に放火して2人を駆け落ちさせた。

## 書誌情報
- 花宵道中（2007年2月21日発売、新潮社、ISBN 978-4-10-303831-3）
- 花宵道中（2009年9月1日発売、新潮文庫〈新潮社〉、ISBN 978-4-10-128571-9）

## 漫画
斉木久美子により漫画化され『女性セブン』（小学館）に連載され、小学館フラワーコミックスαスペシャルより刊行、同社小学館文庫より2015年8月6日に文庫化された。全6巻。

### 書誌情報（漫画）
- 斉木久美子（原作：宮木あや子）、小学館〈フラワーコミックスαスペシャル〉 全6巻
  1. 2010年02月20日発売、ISBN 978-4-09-133136-6
  2. 2010年05月10日発売、ISBN 978-4-09-133286-8
  3. 2010年08月10日発売、ISBN 978-4-09-133400-8
  4. 2010年11月10日発売、ISBN 978-4-09-133567-8
  5. 2011年02月10日発売、ISBN 978-4-09-133399-5
  6. 2014年10月16日発売、ISBN 978-4-09-136626-9

- 斉木久美子（原作：宮木あや子）、小学館〈小学館文庫〉 全6巻
  1. 2015年8月6日発売、ISBN 978-4-09-406195-6
  2. 2015年8月6日発売、ISBN 978-4-09-406196-3
  3. 2015年8月6日発売、ISBN 978-4-09-406197-0
  4. 2015年8月6日発売、ISBN 978-4-09-406198-7
  5. 2015年8月6日発売、ISBN 978-4-09-406199-4
  6. 2015年8月6日発売、ISBN 978-4-09-406200-7

## 映画
2014年11月8日公開。R15+指定作品。主演の安達祐実は、劇場版『家なき子』（1994年）以来20年ぶりの映画主演となる。
公開に先立ち、2014年8月21日よりカナダで開催される第38回モントリオール世界映画祭のワールド・グレイツ部門で上映され、2回の上映共に客席はほぼ満員で、監督の豊島圭介は現地に赴き質疑応答も行った。
劇中で安達はオールヌードに初挑戦している。また、その撮影シーンも収録されたこの映画の公式オフィシャルブック『安達祐実 秘花』も2014年9月22日に発売された。

### キャスト
- 朝霧：安達祐実
- 半次郎：淵上泰史
- 八津：小篠恵奈
- 江利耶：三津谷葉子
- 絢音：多岐川華子
- 若耶麻：立花彩野
- 大島屋卯之吉：松田賢二
- 中村映里子
- 弥吉：不破万作
- 霧里：高岡早紀[8]
- お勝：友近
- 吉田屋藤衛門：津田寛治

### スタッフ
- 原作：宮木あや子「花宵道中」（『花宵道中』〈新潮文庫〉所収）
- 監督：豊島圭介
- 脚本：鴨義信
- 音楽：かみむら周平
- エンディングテーマ：黒色すみれ『ラピスラズリ』
- 製作プロダクション：東映京都撮影所
- 製作：東映ビデオ
- 配給・宣伝：東京テアトル